# Brummagem
Brummagem (e históricamente también Bromichan, Bremicham y muchas variantes similares que son, esencialmente, una variación de la unión de las palabras "Bromwich-ham") es el nombre local para la ciudad de Birmingham, Inglaterra, y el dialecto asociado con ella. Dio lugar a la utilización de los términos "Brum" (una versión corta de la palabra) y Brummie (usado para los habitantes de la ciudad, su acento y su dialecto). 
"Brummagem" y "Brummagem ware" son también términos para imitaciones baratas, en particular cuando se refieren a bienes de producción en masa. Este uso es arcaico en el Reino Unido pero persiste en algunas áreas especializadas en los Estados Unidos y Australia. 

## Historia
La palabra surgió en la Edad Media como una variante de la forma antigua de Birmingham (escrito como Bermingeham en el Libro Domesday), y tuvo un uso generalizado en el tiempo de la revolución inglesa.

### sigloXVII
El uso peyorativo del término se debe haber originado durante ese siglo debido a la breve reputación que tuvo la ciudad por la falsificación de groats.
La expansión de la industria metálica en Birmingham incluyó la fabricación de armas. En 1636, un tal Benjamin Stone solicitó un gran número de espadas, que manifestó haber sido fabricadas y adquiridas para el servicio del Rey; pero en 1637 la "Worshipful Company of Cutlers", en Londres, señaló que eran en realidad hojas "bromedgham"' y extranjeras y que las primeras "no eran de ninguna manera útiles para servicio de su Majestad". John F. Hayward, un historiador de espadas sugiere que la resistencia londinense contra estas hojas se pudo haber debido a una rivalidad comercial; en aquel entonces Londres era el mayor proveedor de armas en Bretaña y Birmingham estaba convirtiéndose en una amenaza a su posición.
La palabra mudó luego a la jerga política en los años 1680. Los partidarios protestantes durante la crisis de la exclusión fueron llamados por sus oponentes Birminghams o Brummagems (en alusión a la falsificación e hipocresía). Sus oponentes Tory fueron llamados anti-Birminghams o anti-Brummagems.
Alrededor de 1690 Alexander Missen, visitando Bromichan en el curso de sus viajes, señaló que "espadas, empuñadoras de bastón, cajas de rapé y otros elementos de metal" podrían obtenerse "más barato y de mejor calidad aquí que incluso en la afamada Milán".[cita requerida]
Guy Miege, enb The New State of England (1691), escribió: "Bromicham es un pueblo grande y bien construido, muy poblado y con bastantes recursos; obtuvo notoriedad particular hace pocos años por los groats falsificados que se fabricaron y desde aquí se dispersaron por todo el reino."

### sigloXVIII
Durante el siglo XVIII Birmingham fue conocida por varias variaciones del nombre "Brummagem".[cita requerida]
En 1731, un antiguo libro de rutas señaló que «Birmingham, Bromicham o Bremicham, es una ciudad grande, bien construida y populosa. Sus habitantes, mayormente herreros son muy ingeniosos a su propia manera y venden grandes cantidades de todo tipo de objetos de metal».
Alrededor de 1750, England's Gazetteer describió Birmingham o Bromichan como una «ciudad grande, bien construida y populosa, notoria por sus muy ingeniosos artesanos en cajas, hebillas, botones y otros objetos de metal; sus pobladores experimentados son enviados alrededor de Europa en esos oficios y hay un continuo sonido de martillos, yunques y limas».[cita requerida]
La ciudad fue renombrada por su industria miscelánea de metal y plata, algunos de esos artesanos utilizan materiales baratos mostrando pobre calidad y diseño. Los objetos ("Brummagem ware") de peor calidad hacen que los mejores herreros de la ciudad vean menospreciada su habilidad. Matthew Boulton de la Sociedad Lunar y varios jugueteros y plateros se percataron de ello e hicieron una campaña para que se construya la primera oficina de valuación. Tuvieron gran oposición desde el gremio de joyeros que trabajaban con oro en Londres pero el asentimiento real fue dado para la construcción de oficinas de valuación de metales tanto en Birmingham como en Sheffield. Eventualmente esto sirvió para filtrar mucho de las pobres artesanías en plata y joyería de Birmingham, manteniendo principalmente la producción de alta calidad, que acabaría permitiendo que la ciudad se convirtiera en una de los principales centros de manufactura de plata en el siglo XIX.
Algunas personas consideran, incluyendo al historiador Carl Chinn, que alrededor de este tiempo Matthew Boulton favoreció el nombre "Birmingham" sobre "Brummagem" para evitar las connotaciones negativas. [cita requerida]

### sigloXIX
En el siglo XIX, Birmingham se había convertido en uno de los principales lugares donde se desarrolló la Revolución Industrial.[cita requerida]  Matthew Boulton tuvo lugar en las primeras misiones comerciales británicas a China y la ciudad era una de los centros manufectureros más avanzados, diversos y productivos del mundo moderno. Birmingham era llamada algunas veces como la "juguetería de Europa", "fábrica del mundo", o "ciudad de los mil negocios". El comercio de lapiceros prosperó y algunas áreas como el Gun Quarter y el Jewellery Quarter tuvieron grandes estándares de producción dirigidos por instituciones como la Birmingham Proof House y la Birmingham Assay Office. La Birmingham Mint también se hizo renombrada internacionalmente por la calidad de sus monedas así como Cadburys por sus chocolates y los derechos y bienestar de sus trabajadores.
Con tal variedad de elementos producidos, era inevitable que no todos fueran de alta calidad; y los avances de la revolución industrial dieron lugar al uso de máquinas de producción en serie que elaboraban objetos más baratos como botones, juguetes, chucherías y joyería. [cita requerida]  La pobre calidad de una parte de estos elementos dieron lugar a un uso peyorativo de la expresión "Brummagem ware" a pesar de que muchos de ellos no eran producidos únicamente en la ciudad.
La significativa producción de botones dio lugar al término "Brummagem button". La novela de Charles Dickens Los papeles póstumos del Club Pickwick (1836) lo menciona como un término para monedas de plata falsificadas, pero la novela Rides on Railways(1851) de Samuel Sidney se refiere a esto como "un apodo pasado de moda para un trabajador de Birmingham".

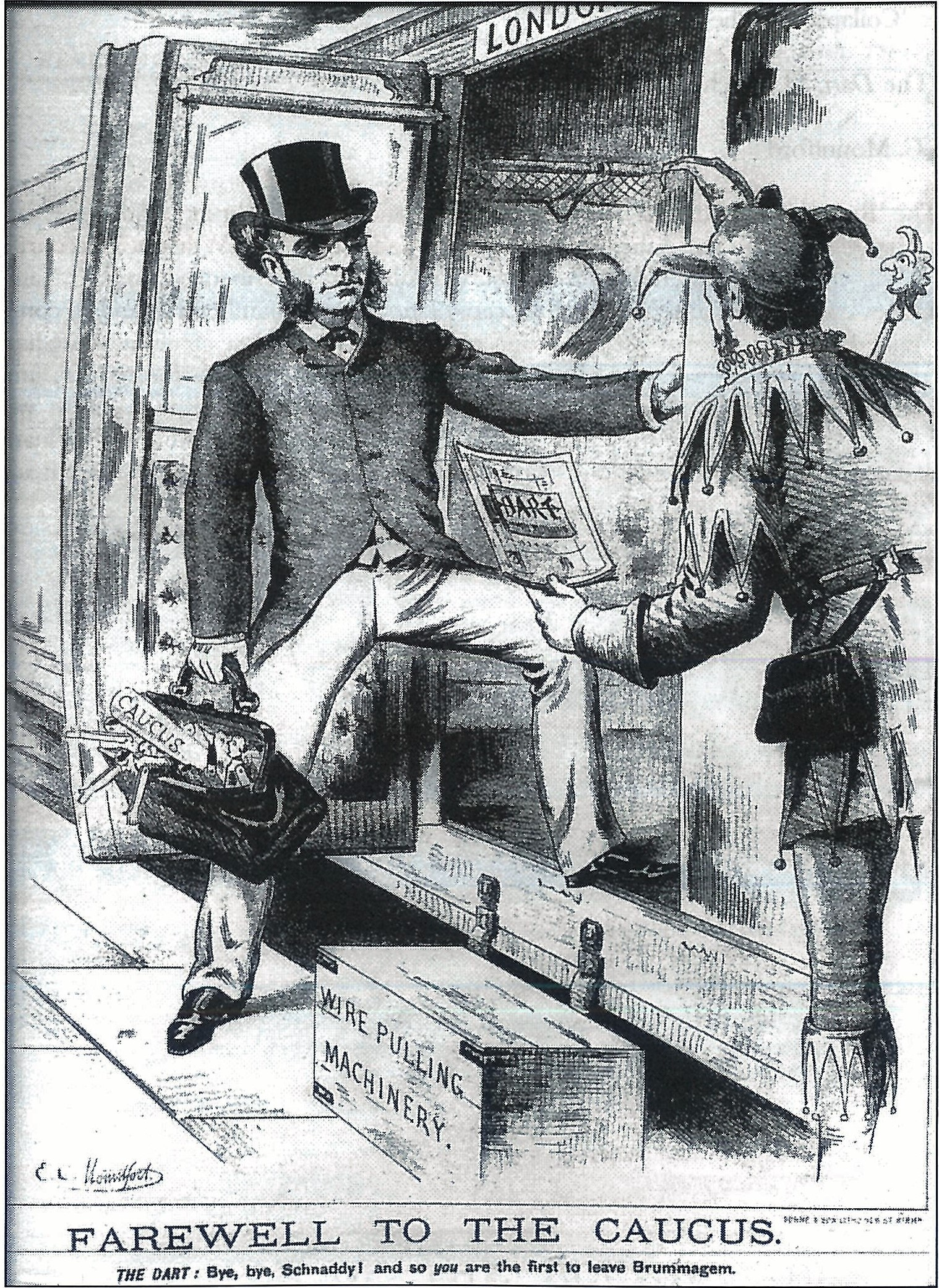
Caricatura de 1886 del diario satírico de Birmingham The Dart del político local Francis Schnadhorst yéndose de Birmingham a Londres tras un cisma en el partido liberal sobre el estatuto "Home Rule" irlandés. La leyenda dice: "Bye, bye, Schnaddy! and so you are the first to leave Brummagem." (¡Adiós, Schaddy! y así que "tú" eres el primero en dejar Brummagem

A finales del siglo XIX, aún se usaba el nombre "Brummagem" para nombrar a la ciudad. Algunas personas aún lo usan generalmente para mencionar algo de baja calidad o disfrazado como algo mejor. Se ha usado figurativamente en este contexto para referirse a falsedad moral. Por ejemplo, el titular de The Times del 29 de enero de 1838, señaló que Sir Robert Peel dijo a un oponente: "[que él] sabía la clase de situación "Brummagem" con la que tenía que lidiar".
Un uso particularmente negativo de la palabra es "destornillador brummagem", un término para hacer referencia a que los trabajadores de Birmingham eran inexpertos y no sofisticados aunque el mismo también era aplicado a franceses e irlandeses.

## Uso moderno
"Brummagem" se mantuvo como un término usado en el discurso político británico hasta el siglo XX. The Times del 13 de agosto de 1901 citó a un discurso del miembro de la Cámara de los Comunes J. G. Swift MacNeill sobre la ley de los títulos reales: "La iniciativa de la ley tuvo la marca 'Brummagem' de principio a fin. Ha sido un vil intento, inspirado por el absurdo y vulgar espíritu imperialista de subsidiar a la Corona".
A fines del siglo XX y principios del XXI, el uso británico ha transitado hacia un uso meramente geográfico e incluso positivo.

## Uso en los Estados Unidos
En los Estados Unidos el uso negativo parece haber continuado hasta los años 1930, La novela de F. Scott Fitzgerald de 1922 Hermosos y malditos utiliza la palabra dos veces. Aparece también dos ensayos de H.L. Mencken de 1926: "Valentino" y "A Glance Ahead". La influencia de Mencken es aparente cuando el término aparece en la novela de 1939 de John Fante Pregúntale al polvo.
Actualmente, los coleccionistas estadounidenses de memorabilia política usan el término para referirse a imitaciones De igual manera, el "Diccionario de términos y expresiones sexuales" de Farlex Inc., quienes mantienen el sitio web TheFreeDictionary.com, utiliza varios usos del término. Lemony Snicket en su novela para jóvenes de 1999 La habitación de los reptiles, usa brummagem como una "palabra rara para 'falso'".

## Brummagem en las canciones
La canción "I Can't Find Brummagem" fue escrita por James Dobbs (1781–1837), un artista de music hall de las Tierras Medias.
"The Birmingham School of Business School" es una canción de a song by The Fall de su álbum de 1992 álbum Code: Selfish acerca de las "técnicas contables creativas" de Trevor Long, un manager de la banda, e incluye la letra "Brummagem School of Business School".